# Крістіан Штрайх
Крістіан Штрайх (нім. Christian Streich, нар. 11 червня 1965, Вайль-на-Рейні) — німецький футболіст, що грав на позиції півзахисника. По завершенні ігрової кар'єри — футбольний тренер. Наразі очолює тренерський штаб команди «Фрайбург».
Виступав, зокрема, за клуби «Штутгарт» та «Фрайбург».

## Ігрова кар'єра
У дорослому футболі дебютував 1983 року виступами за команду клубу «Фрайбург», в якій провів два сезони, взявши участь у 56 матчах чемпіонату. 
Своєю грою за цю команду привернув увагу представників тренерського штабу клубу «Штутгарт», до складу якого приєднався 1985 року. Відіграв за штутгартський клуб наступні два сезони своєї ігрової кар'єри.
Згодом з 1987 по 1990 рік грав у складі команд клубів «Фрайбург» та «Гомбург».
У 1991 році повернувся до клубу «Фрайбург», за який відіграв 3 сезони. Більшість часу, проведеного у складі «Фрайбурга», був основним гравцем команди. У складі «Фрайбурга» був одним з головних бомбардирів команди, маючи середню результативність на рівні 0,35 голу за гру першості. Завершив професійну кар'єру футболіста виступами за команду «Фрайбург» у 1994 році.

## Кар'єра тренера
Розпочав тренерську кар'єру, повернувшись до футболу після тривалої перерви, 2006 року, увійшовши до тренерського штабу клубу «Фрайбург». 2011 року очолив тренерський штаб цієї комнади.